# Daniel Fernando López Jiménez
Daniel Fernando López Jiménez (Bogotá, Colombia, 14 de noviembre de 1966) es un académico, investigador y consultor colombiano radicado en Ecuador. Actualmente se desempeña como rector de la Universidad Hemisferios en Quito. Cuenta con más de tres décadas de experiencia en docencia universitaria y ha realizado contribuciones significativas en los campos de la comunicación, la gestión del conocimiento y el impacto de las tecnologías de la información en la sociedad y las organizaciones.

## Formación académica
Es comunicador social y periodista por la Universidad de La Sabana (Colombia) y cuenta con un doctorado en Economía Aplicada por la Universidad Rey Juan Carlos (España), así mismo un magíster en Sociedad de la Información y del Conocimiento de la Universidad Oberta de Cataluña (España). También tiene un Máster en Evaluación de Impacto Ambiental por el Instituto de Investigaciones de Málaga (España). Además, tiene una especialización en Periodismo Económico por la Universidad de La Sabana (Colombia); y otra especialización en Gerencia de Proyectos, por la Universidad Piloto de Colombia. 

## Trayectoria profesional
Actualmente, es el rector de la Universidad Hemisferios. Se ha desempeñado como vicerrector académico en los últimos 6 años en la misma universidad. Además ocupó el cargo de Decano de la Facultad de Comunicación, por 10 años. Fue Director de Investigaciones Institucionales y del Centro de Investigaciones de Comunicación y Opinión Pública (CICOP), fundador y editor de la revista científica ComHumanitas. 
Previamente, en la Universidad de La Sabana (Colombia), se desempeñó como director del programa de Comunicación Social y Periodismo de la Facultad de Comunicación, coordinador académico de la especialización en Gerencia de la Comunicación Organizacional, investigador del Observatorio de Medios, y fundador del Centro de Investigaciones de la Comunicación Organizacional (CICCO).
Ha sido evaluador de programas de acreditación por parte del Consejo Latinoamericano de Acreditación de la Educación en Periodismo y Comunicación (CLAEP) y del Consejo Nacional de Acreditación (CNA).

## Publicaciones
Sus aportes científicos están el las áreas de comunicación empresarial, impactos de las tecnologías de la información y la comunicación (TIC) en las organizaciones y la sociedad, y gestión del conocimiento. Entre sus obras más recientes se encuentran:
- Estado de la transformación digital del periodismo en América Latina pos-pandemia: Análisis con corte al año 2022 (2024)
- Humanismo y negocios: Habilidades del directivo para el liderazgo empresarial sostenible en escenarios de cambios disruptivos (2024).
- La espesura de los espíritus soberbios (2023).
- Nuevos ambientes y medios tecnológicos de enseñanza: estrategias y didácticas (2023).
- La pandemia del COVID-19: El Dilema ético de las vacunas (2023).
- Digital Transformation in Ecuador COVID-19 Pandemic as an accelerator to E-Commerce. Communication Papers 11 (22), 83-94. 2022 (2022).
- Transformación digital en Ecuador: la pandemia como acelerador del ecosistema. Ciencia Latina Revista Científica Multidisciplinar, 2021 (2021).
- Youth Internet Consumption in Ecuador: Indicators of the National Digital Generation (2020).
- Epistemology Of Business Innovation, An Approach From The Human Dimension Of The Action (2019).
- Power, authority and government of companies in the information society (2019).
- Innovation in corporate organizational culture: diversity, motivation and organizational pressure as possible  realities.  (2019).
- La reinvención del periodismo.Revista ComHumanitas 9 (1), 1-2. 2018 (2018).
- Evolución de la credibilidad de fuentes públicas por parte de los periodistas en el Ecuador Comhumanitas:  (2018).
- Attributes of the Humanist Director: the exercise of virtues as a possible scenario for the constitution of the Humanist enterprise (2018).
- Consumo de Internet: ecología de la desproporcionalidad virtual (2017).
- Ecología humana de la organización: Una aproximación hacia la comprensión de las dinámicas organizacionales de la sociedad de la información y del conocimiento (2017).
- Responsabilidad social empresarial: hacia una nueva organización que innova y significa (2017).
- El enfoque heurístico aplicado a la resolución de problemas en la empresa: entre el método y la estrategia. Razón y palabra, 17. 2017 (2017).
- De consumidores a productores: Análisis comparativo de las teorías de la Media Ecology y la Ecología Humana de la Comunicación con base en el fenómeno de crecimiento /DL Jiménez, J Reinoso-Razón y Palabra 20 (95), 679-708 (2016).
- Ecología Humana de la Comunicación: análisis práctico para su comprensión-DF López-Jiménez-ComHumanitas (2016).
- Theory of a Human Ecology of Communication: empirical evidence of the Internet consumption ecosystem in Ecuador-DFL Jiménez, JO Chéné, JDB Suárez-Communication & society 29 (1), 101-123 (2016).
- La construcción de la Opinión Pública en Ecuador a partir de la participación política en redes sociales. (2016).
- Bases teóricas de la Ecología Humana de la Comunicación/JM Pascual, DFL Jiménez-Del verbo al bit, 364-384 (2016).
- La empresa dinámica: Las tecnologías de información y comunicación en la sociedad de la información y el conocimiento (Spanish Edition) (2015).
- Evolución del consumo de Internet en el Ecuador entre los años 2010 al 2012: evidencia empírica de una ecología de la comunicación (2014).
- Consumo de Internet en el Ecuador entre los años 2010 y 2012: hacia una ecología de la comunicación/D López, I Rodrigo-Mendizábal, E Cajiao, G Callejo/D López, I Rodrigo-Mendizábal, E Cajiao, G Callejo-Facultad de Comunicación de la Universidad de Los Hemisferios (2014).
- Los límites de la imaginación y de la creatividad: El ingenio y la innovación en la gestión del conocimiento, el modelo de la Inteligencia Organizacional/DF López- Jiménez (2012).
- Análisis comparativo del consumo de Internet en el Ecuador entre los años 2010 y 2011: más allá de la evolución, comportamientos significativos en la población de estudiantes, indicios de una ecología de la comunicación (2012).
- La gestión del conocimiento y la comunicación digital/D López, IR Mendizábal-Revista Razón y Palabra/JFF Gascón, DFL Jiménez, JL del Olmo Arriaga, JS González (2011).
- Hábitos de consumo de Internet en Ecuador: Diferencias significativas entre estudiantes y no estudiantes-DFL Jiménez, JD Bernal-ComHumanitas: revista científica de comunicación, 61-93 (2011).
- Impactos sociales y personales de las TIC en la banca colombiana: más allá de los temores/DFL Jiménez, JFF i Gascón, JS González (2011).
- Los impactos de las TIC en la contratación laboral y la compensación salarial en la banca colombiana/Revista de Comunicación de la SEECI, 118-153 (2010).
- El estado del teletrabajo en la banca colombiana y sus efectos en la vida familiar/ DFL Jiménez, JFF Gascón, J Sainz/ (2009).
- Sistemas informativos en América Latina: Capítulo Ecuador (2009).
- LOS IMPACTOS DE LAS TIC EN LA ORGANIZACIÓN BANCARIA COLOMBIANA: UNA MIRADA DESDE LA ALTA GERENCIA-DFL Jiménez-Comunicación Pública, Organizacional y Ciudadana Comunicación e Identidad, 45 (2008).
- Control De Natalidad en Colombia: De La Política Multilateral, a La Política De Estado (2008).
- Nature of Information and Communication Technologies: ICT as Determiners of Organization and Information Society (2007).
- Investigación en la comunicación corporativa: entre la validez de la información y la eficacia de los datos-DFL JiménezComunicación Empresarial, 63 (2006).
- Humanizar la comunicación, la mejor apuesta de la organización/DFL Jiménez/Comunicación Empresarial, 23 (2006).
- El conocimiento y la comunicación: dos pilares fundamentales de la organización de la sociedad de la información (2006).
- La naturaleza de la comunicación: un aporte a su discusión conceptual/D López, JC Gómez, CM Velásquez- (2006).
- Lectura de medios. De la audiencia ignorada al poder de las audiencias/DF López Jiménez-Anagramas (2005).
- Estrategias para vencer la deserción universitaria. Educación y Educadores, 2004, Volumen 7, pp. 177-203/A Vélez, DFL Jiménez-Universidad de La Sabana (2004).
- Consumo de medios en estudiantes de secundaria de Bogotá. Una mirada desde cuatro escuelas de pensamiento de la comunicación.DFL Jiménez (2004).
- El modelo de la "pirámide invertida" de la comunicación para el desarrollo humano (2003).
- El consumo crítico de los medios de la juventud y el lenguaje de la discreción como propuesta pedagógica (2003).
- El Liderazgo político desde La Comunicación para el Desarrollo. Tres Cuestiones Fundamentales para su obrar/DFL Jiménez (2002).
- La observación de medios en la construcción de una comunicación sostenible para Colombia/GO Leiva, DFL Jiménez-Palabra Clave, 2 (2002).

## Reconocimientos y membresías
- Miembro del comité científico de diversas revistas académicas, incluyendo:
  - Journal Global Media (TEC de Monterrey).
  - Anagramas (Universidad de Medellín).
  - Journal of The Center for Spanish Global Media (University of North Texas).
  - Chasqui (CIESPAL).
  - Educación y Educadores (Universidad de La Sabana).

## Vida personal
Está casado con Ángela Barreto y es padre de Juliana e Isabella.